# 米格尔·普里莫·德·里维拉
唐·米格尔·普里莫·德·里维拉-奥瓦内哈，第二代埃斯特利亚侯爵，第二十二代索布雷蒙特伯爵，卡拉特拉瓦骑士（西班牙語：Don Miguel Primo de Rivera y Orbaneja，1870年1月8日—1930年3月16日），西班牙独裁者、贵族、军官。1923年至1930年西班牙波旁复辟时期担任西班牙首相，任内实行独裁统治。他的口号是“国家、宗教、君主政体”。历史学家将他描绘成一个无能的独裁者，缺乏明确的思想和政治敏锐性，疏远了军队等潜在的支持者，加剧社会紧张导致1936年西班牙内战。
1921年继承叔叔的埃斯特利亚侯爵爵位。1923年9月在国王阿方索十三世和军队的支持下发动军事政变上台。1930年，米格尔·普里莫·德·里维拉下台並且出走巴黎。其子何塞·安东尼奥·普里莫·德里维拉是西班牙内战时期长枪党创始人。

## 延伸阅读
- Ben-Ami, Shlomo. Fascism from Above: The Dictatorship of Primo de Rivera, 1923–1930 (Oxford 1983)
- Carr, Raymond. Spain, 1808-1975 (2nd ed 1982) pp 564-91
- Montes, Pablo. "La Dictadura de Primo de Rivera y la Historiografía: Una Confrontación Metodológica," Historia Social (2012), Issue 74, pp 167-184.
- Quiroga, Alejandro. Making Spaniards: Primo de Rivera and the Nationalization of the Masses, 1923-30 (2007) excerpt and text search （页面存档备份，存于）
- Rial, James H. Revolution from Above: The Primo De Rivera Dictatorship in Spain, 1923-1930 (1986)
- Smith, Angel. "The Catalan Counter-revolutionary Coalition and the Primo de Rivera Coup, 1917-23," European History Quarterly (2007) 37#1 pp 7-34. online